# Komédiák Fesztivál
A Komédiák Fesztivál 2015-ben került először megrendezésre Homokbödögén. Az akkori önkormányzat Áldozó Péter polgármester irányítása alatt fogadta be a faluban élő, működő színjátszók, a Szó és Kép Színpad, és Csukárdi Sándor kezdeményezését. A Fesztivál előzményeként megemlítendő a Szó és Kép Színpadnak a korábbi években szervezett rendezvénysorozata a pápai Kékfestő Múzeum kertjében (Festőkerti vigasságok 2004, 2005).
Az első évben a fesztivál azzal a céllal indult útnak, hogy hagyományt teremtsen egy nagyobb ívű rendezvény rendszeres megtartásában; építse, erősítse, művelje a falu közösségét és lehetőséget adjon amatőr, ám színvonalas színtársulatok bemutatkozásának. 
Míg az első évben a Szó és Kép Színpad baráti társulatai kaptak csak helyet a programban, a következő években az előadóművészet széles skálájával bővült a rendezvény. A többnapos fesztivál a negyedik évben már közel húsz előadót vagy csoportot látott vendégül.[forrás?] A karneválon képviseltette magát a könnyű- és komolyzene, a néptánc, a filmvetítés és a komédiázás. A fesztivál állandó visszatérői a házigazdák mellett a KELLA Csellóegyüttes (Pápa) , a Körmendi Kastélyszínház (KASzT), a Márkói Kamara TehátRum, az ÉS?! Színház, Örsújfalu. 
A rendezvény területileg is kinőtte magát a művelődési házból, további helyszínekként a falu katolikus temploma és turistaháza szolgáltak. Az esemény egyik biztos pontja a falu népét toborzó maskarás felvonulás, ami minden évben más vendégművészek (táncosok, fúvósok, népzenészek stb.) segítségével áll össze.